# Evangelische Kirche Staden (Florstadt)

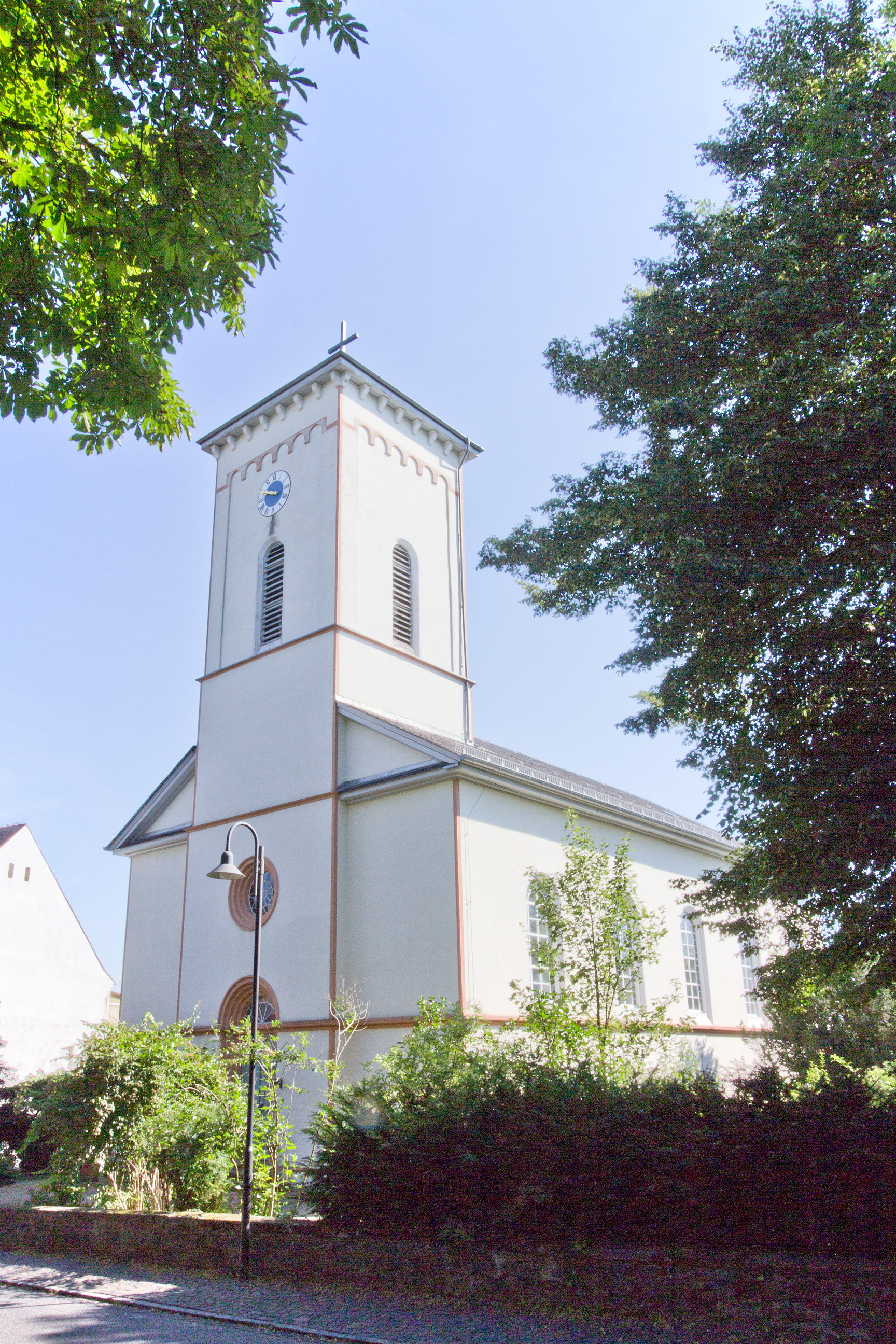
Evangelische Kirche Staden (Florstadt)

Die Evangelische Kirche Staden ist ein denkmalgeschütztes Kirchengebäude, das in Staden steht, einem Stadtteil der Gemeinde Florstadt im Wetteraukreis in Hessen. Die Kirchengemeinde gehört zum Dekanat Wetterau in der Propstei Oberhessen der Evangelischen Kirche in Hessen und Nassau.

## Beschreibung
Die neuromanische Saalkirche wurde 1831–37 nach einem Entwurf vom Hofkammerrat Johann Philipp Hofmann gebaut. Das Kirchenschiff hat im Westen einen eingestellten Fassadenturm und im Osten einen gleich breiten Chor, an den sich eine schmale halbrunde Apsis anschließt.
Der Innenraum hat Emporen an drei Seiten, an den Längsseiten stehen sie auf Arkaden. Die Kirchenausstattung stammt aus der Bauzeit. Die Kanzel steht in der Apsis. Die Patronatsloge ist Teil der Empore im Norden. Die Orgel mit 17 Registern, zwei Manualen und einem Pedal wurde 1837 von Friedrich Wilhelm Bernhard gebaut, 1879 von August Förster in der Disposition geändert und 1994 von der Förster & Nicolaus Orgelbau restauriert.